# Complotto dei medici
Il complotto dei medici (o affare dei medici; in russo дело врачей?, delo vračej) fu un caso giudiziario montato ad arte a carico di medici dell'Unione Sovietica, accusati di aver attentato alla vita di diversi leader sovietici. I primi arresti vennero effettuati nell'ottobre del 1952, ma la vicenda si chiuse bruscamente con l'agonia e la morte di Stalin nei primi giorni del marzo 1953.

## Le accuse
L'affare prese le mosse da una lettera scritta nel 1948 dalla dottoressa Lidija Timašuk, cardiologa dell'ospedale del Cremlino, che aveva appena visitato Andrej Ždanov, vittima di un malore mentre era in vacanza. La diagnosi della Timašuk era di parere opposto a quella di altri specialisti che avevano visitato Ždanov, il quale morì pochi giorni dopo. La cosa rimase sostanzialmente segreta fino all'ottobre 1952, quando Stalin ordinò l'arresto di molte personalità eminenti in ambito medico, fra cui diversi specialisti operanti al Cremlino, compreso il direttore stesso dell'ospedale del Cremlino, Egorov, ed il suo stesso medico curante, Vinogradov. Solo a questo punto, venne portata la lettera della Timašuk come prova a carico dei medici, colpevoli di aver attentato alla salute delle alte cariche dello stato.
La presunta organizzazione del complotto coinvolgeva moltissime persone di origine ebraica, e si inquadra pertanto nella volontà di Stalin di ravvivare l'antisemitismo nel Paese. Con il proseguire della campagna di stampa, si cominciarono a confondere genericamente tutti i complotti di supposta origine ebraica, mischiandoli a vicende di spionaggio con protagonisti i Paesi occidentali. Le false confessioni che dovevano servire a coinvolgere altri medici furono estorte con la tortura, e fornivano la prova della presenza di un complotto organizzato per "assassinare dirigenti del partito, dello stato e dell'esercito, attraverso metodi di cura notoriamente errati". Scopo secondario della campagna era probabilmente anche mettere sotto accusa l'apparato di sicurezza nazionale, nelle persone di L. P. Berija ed V. S. Abakumov, accusando gli organi di sicurezza di scarsa vigilanza.

## Costruzione di notizie false
Le prime notizie dell'arresto dei medici e i dettagli del "complotto" comparvero sulla Pravda del 13 gennaio 1953 in un articolo dal titolo "Sotto la maschera dei professori-dottori: Spie e assassini infami". L'articolo non era firmato, ma esistono forti sospetti che alla sua redazione abbia partecipato Stalin in prima persona. La settimana successiva, la dottoressa Timašuk venne insignita dell'Ordine di Lenin, mentre proseguiva la campagna di stampa, e nel paese si faceva strada l'ostilità della popolazione nei confronti dei medici di origine ebraica. Altri articoli successivi, come quello del 31 gennaio 1953, collegavano i presunti delitti dei medici ebrei in Russia ad altre operazioni per colpire rappresentanti dei governi comunisti, come il processo simile svoltosi a Praga. La stampa faceva anche circolare sospetti di collegamenti con servizi segreti occidentali, in particolare britannici.
L'ultimo articolo nella stampa ufficiale, che menziona il complotto dei medici ed il collegamento a vicende di spionaggio internazionale, comparve il 1º marzo 1953. Nel frattempo era cominciata l'agonia di Stalin, che sarebbe poi morto il 5 marzo, ed i responsabili del partito avevano dato indicazione di cessare la campagna antisemita, anche se non si può escudere che lo stesso Stalin avesse preparato una sorta di marcia indietro o rallentamento della campagna stessa.